# Eremnophila aureonotata
Eremnophila aureonotata är en biart som först beskrevs av Cameron 1888.  Eremnophila aureonotata ingår i släktet Eremnophila och familjen grävsteklar. Inga underarter finns listade i Catalogue of Life.

## Bildgalleri

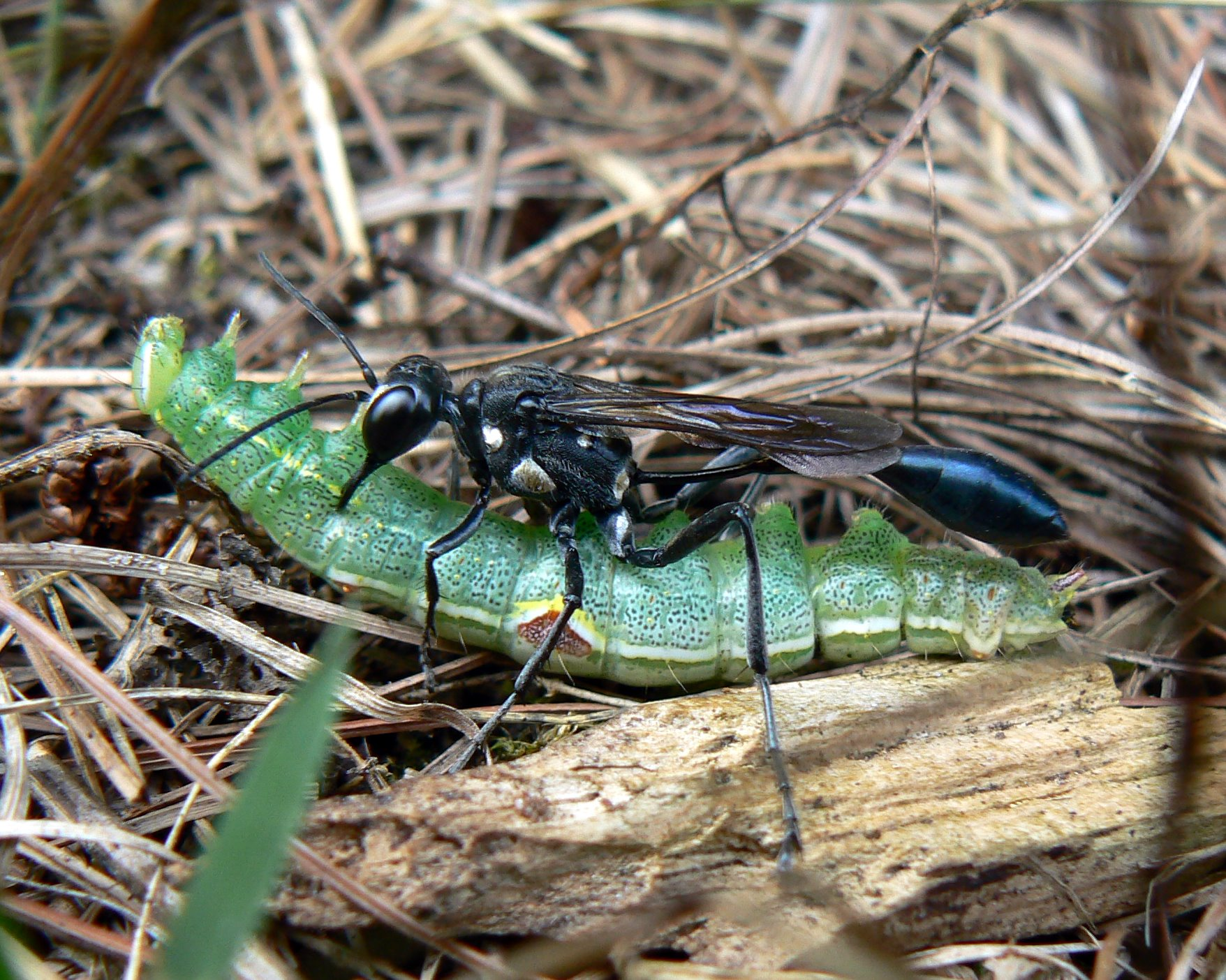